# روآن واین
روآن واین (انگلیسی: Rowan Vine؛ زادهٔ ۲۱ سپتامبر ۱۹۸۲) بازیکن فوتبال اهل بریتانیا است.
از باشگاه‌هایی که در آن بازی کرده‌است می‌توان به باشگاه فوتبال سنت جانستون، باشگاه فوتبال گیلینگام، باشگاه فوتبال اکستر سیتی، باشگاه فوتبال برنتفورد، باشگاه فوتبال کولچستر یونایتد، باشگاه فوتبال پورتسموث، باشگاه فوتبال کویینز پارک رنجرز، باشگاه فوتبال هال سیتی، باشگاه فوتبال میلتون کینز دونز، باشگاه فوتبال گوسپورت بورو، باشگاه فوتبال ولینگ یونایتد، باشگاه فوتبال بیرمنگام سیتی، باشگاه فوتبال هاوانت و واترلوویل، باشگاه فوتبال هیبرنین، باشگاه فوتبال لوتون تاون، و باشگاه فوتبال بیزینگ‌استوک تاون اشاره کرد.